# Hans Blohm

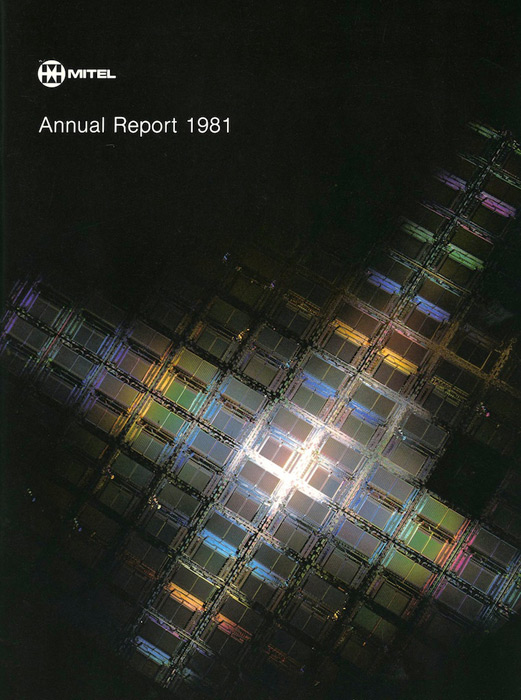
A Mitel 1981-es éves jelentésének címlapja Hans Blohm fotójával

Hans Blohm (Rendsburg, 1927. november 12. – Ottawa, Kanada, 2021. december 4.) német fotóművész és író. A második világháborúban katonaként vett részt, 1943-44-ben a német haditengerészetnél szolgált. 1956-ban költözött Kanadába, így rendelkezik kanadai állampolgársággal is.

## Publikációi
| Év   | Cím | ISBN              |
| ---- | --- | ----------------- |
| 1982 | Monk, Lorraine, Gail Vanstone and Hans Blohm. Canada with love = Canada avec amour. Toronto: McClelland and Stewart.                                                                                    | 0771060823        |
| 1983 | Blohm, Hans and Paul Russell. The Beauty of Ontario. Toronto: Methuen Publishing. | 0458961205        |
| 1983 | Blohm, Hans and Paul Russell. The Beauty of British Columbia. Toronto: Methuen Publishing | 0458961108        |
| 1984 | Blohm, Hans and Paul Russell. The Beauty of Quebec. Toronto: Methuen Publishing | 045896820X        |
| 1984 | Blohm, Hans and Paul Russell. The Beauty of the Maritimes. Toronto: Methuen Publishing | 0458968307        |
| 1984 | Blohm, Hans and Claus-M Naske. Alaska. Toronto: Skyline Press | 0195406044        |
| 1986 | Haas, Rudi and Hans Blohm. Egg-carton Zoo; with an introduction by David Suzuki. Toronto: Oxford University Press Kanada.                                                                               | 0195405137        |
| 1986 | Suzuki, David T., Hans Blohm and Marjorie Harris. Sciencescape - The Nature of Canada. Toronto: Oxford University Press Canada.                                                                         | 0195405285        |
| 1986 | Blohm, Hans, Anthony Stafford Beer and David Suzuki. Pebbles to Computers: The Thread. Toronto: Oxford University Press Canada.                                                                         | 0195405366        |
| 1989 | Blohm, Hans, Heike Blohm and Rudi Haas. Egg-carton Zoo II. Don Mills: Oxford University Press Lanada.                                                                                                   | 0195407180        |
| 1992 | Monk, Lorraine, Hans Blohm et al. Canada with love = Canada avec amour. Willowdale: Firefly Books. | 1895565278        |
| 2001 | Blohm, Hans. The Voice of the Natives - The Canadian North and Alaska. Manotick: Penumbra Press. | 978-1-894131-13-1 |
| 2002 | Blohm, Hans. Die Stimme der Ureinwohner: der kanadische Norden und Alaska. Wesel [Németország]: M. u. H. von der Linden, [2002]. AThe Voice of the Natives német fordítása.                             | 3926308079        |
| 2005 | Lutz, Hartmut, Alootook Ipellie and Hans Blohm. The Diary of Abraham Ulrikab. Ottawa: University of Ottawa Press                                                                                        | 978-0-7766-0602-6 |
| 2007 | Lutz, Hartmut, Kathrin Grollmuß, Alootook Ipellie and Hans Blohm. Abraham Ulrikab im Zoo: Tagebuch eines Inuk 1880/81. Wesel (Németország): vdL:Verlag. A The Diary of Abraham Ulrikab német fordítása. | 978-3-9263-0810-8 |
| 2008 | Blohm, Hans. Nunaqaqqaaqsimajunut nipigijaujuq Kanatami ukiuqtaqtuani Alaska-milu. Ottawa: Foto Blohm Associates. A The Voice of the Natives inuktitut fordítása.                                       | 097363670X        |
| 2010 | Raach, Karl-Heinz, Hans Blohm and Karl Teuschl. Kanada. Németország: Stürtz, 2010 | 978-3-8003-1896-4 |